# Estaca Strauss
Em engenharia estrutural, a estaca Strauss é um tipo de fundação que se caracteriza por ser moldada no local após perfuração do solo. Estas estacas foram desenvolvidas com o objetivo de substituir as estacas pré-moldadas que produzem forte vibração e ruído ao serem cravadas no solo. Na Europa e Estados Unidos, a estaca Strauss foi largamente utilizada desde o início do século e se tornou mais popular no Brasil apenas depois da Segunda Guerra Mundial.
O equipamento para a colocação da estaca Strauss é conhecido como bate-estaca Strauss e consiste basicamente de um guincho, um tripé com uma roldana fixada no topo, tubos guia, pilão e sonda.
O guincho através de um cabo de aço, movimenta verticalmente o martelo ou sonda, que através de impactos verticais, escava ou compacta o solo, criando um "poço" de 20, 25 ou 30cm de diâmetro, via de regra (podendo ter alterações conforme dimensionamento da fundação), que é preenchido de concreto, gerando uma estaca Strauss.[carece de fontes?]